# Thermosphaeroma subequalum
Thermosphaeroma subequalum es una especie de crustáceo de la familia Sphaeromatidae.

## Distribución geográfica
Puede ser encontrada las aguas termales de: Chihuahua (México) y Texas (Estados Unidos de América).